# Marc-Aurèle Plamondon
Marc-Aurèle Plamondon (16 octobre 1823 - 4 août 1900) est un avocat, un juge et un journaliste canadien québécois.
Né le 16 octobre 1823 dans le quartier Saint-Roch de Québec, il fait ses études au petit séminaire de Québec de 1833 à 1842. Devenu avocat en 1846, il collabore à plusieurs périodiques, dont le Ménestrel, le Quebec Shipping Gazette et l'Artisan.
Cofondateur de l'Institut canadien de Montréal en 1844, il devient le délégué de l'Institut à Québec et s'occupe alors à organiser l'Institut canadien de Québec. Il tient parallèlement une correspondance avec Antoine-Aimé Dorion, Jean-Baptiste-Éric Dorion, Joseph Papin et Joseph Doutre.
Pendant les années 1850, Plamondon plaide diverses causes et excelle dans l'art oratoire. Avec Pierre-Gabriel Huot, son nom sera associé à la défense des idées libérales dans Le National de Québec. Il tente à deux reprises se faire élire en 1857, mais il est battu par son adversaire.
En 1874, alors qu'il garde son allégeance au Parti libéral du Canada, Alexander Mackenzie le nomme juge à la cour supérieure d'Arthabaskaville (aujourd'hui Victoriaville). Proche de Wilfrid Laurier, ses relations politiques lui permettent de discuter avec Jules-Adolphe Poisson, Joseph Lavergne, Lawrence John Cannon et Médéric Poisson.
En 1897, François-Xavier Lemieux le remplace au banc de juge à la demande de Laurier. Alors que le Parti libéral tente de se rapprocher du centre, le vieux radicalisme de Plamondon est devenu politiquement indésirable. 
Le 4 août 1900, il meurt à Arthabaskaville à l'âge de 76 ans, dernier d'une génération de « rouges patriotes ».

## Hommages
La rue Plamondon a été nommée en son honneur, en 1949, dans la ville de Québec.